# Allium arampatzisii
Allium arampatzisii — вид квіткових рослин з підродини цибулевих (Allioideae). Ендемік Греції.

## Етимологія
Назва нового виду пов’язана з покійним Теодоросом Арампацісом (1948–2001), видатним натуралістом, фотографом і ботаніком, який народився в невеликому місті Аксіуполіс, поблизу типового місцеперебування нового виду.